# Berehove, Bahciîsarai
Berehove (în ucraineană Берегове) este un sat în comuna Pișceane din raionul Bahciîsarai, Republica Autonomă Crimeea, Ucraina.

## Demografie
Componența lingvistică a localității Berehove
     Rusă (74,25%)
     Ucraineană (13,91%)
     Tătară crimeeană (9,77%)
     Alte limbi (0,8%)
Conform recensământului din 2001, majoritatea populației localității Berehove era vorbitoare de rusă (74,25%), existând în minoritate și vorbitori de ucraineană (13,91%) și tătară crimeeană (9,77%).